# Langatte
Langatte – miejscowość i gmina we Francji, w regionie Grand Est, w departamencie Mozela.
Według danych na rok 1990 gminę zamieszkiwało 368 osób, a gęstość zaludnienia wynosiła 28 osób/km² (wśród 2335 gmin Lotaryngii Langatte plasuje się na 689. miejscu pod względem liczby ludności, natomiast pod względem powierzchni na miejscu 414.).